# Jaime Agudelo
Jaime "El Flaco" Agudelo (Palmira, 10 de novembro de 1925 - Cali, 21 de dezembro de 2009) foi um comediante e ator colombiano.